# Holumnický hrad

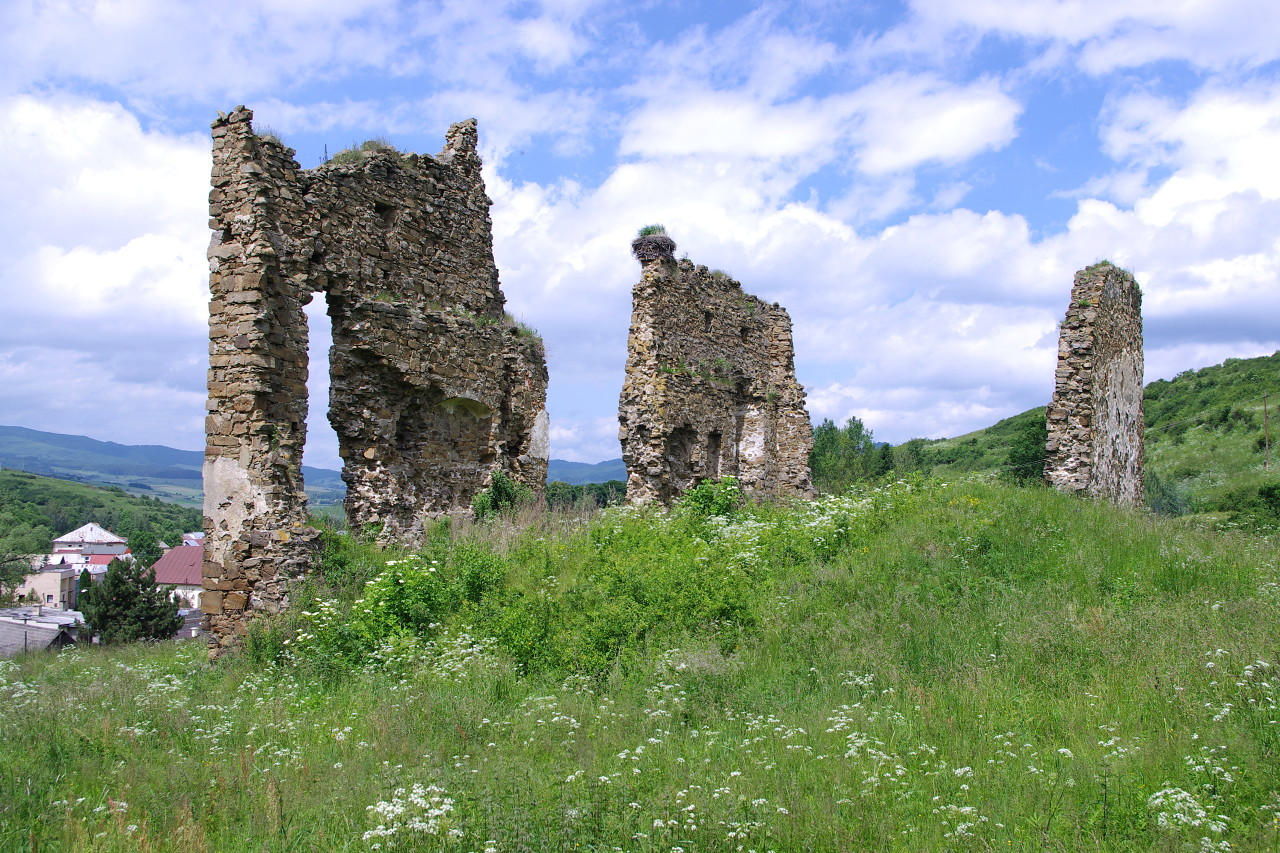
Holumnický hrad

Holumnický hrad nebo (starší) Holumnický zámek je zřícenina na vyvýšenině v obci Holumnica. Byl postaven pravděpodobně na přelomu 15. a 16. století, přičemž později byl několikrát upravován.
Původně to byla opevněná třípodlažní obytná stavba v goticko-renesančním stylu. Měla čtvercový půdorys bez věží. Obvodové zdi měli štěrbinové střílny. Našly se i zbytky renesanční štítkové atiky.
Objekt je chráněn jako národní kulturní památka Slovenské republiky.

## Historie
Hrad si pravděpodobně dala postavit některá z rodin Berzeviczyovcov, Ujházyovcov nebo Görgeyovcov. Přesné záznamy neexistují, vychází se pouze z jiných historických dokumentů. Objekt opustili někdy v 17. století, když si v obci vybudovali pohodlnější a reprezentativnější zámeček. Budova však byla využívána i nadále, ať už jako obytné sídlo některého člena z rodin, nebo jen jako užitková budova - sklad, sýpka apod. Dodnes však nebyl vykonán žádný archeologicko-památkový výzkum, který by tyto informace definitivně upřesnil.

## Současný stav
Okolí je hustě zarostlé vegetací, která z větší části rozvaliny zakrývá. To nasvědčuje tomu, že se zdi rozpadly už dříve. Na jihovýchodní straně stavby je vyvýšenina, která může ukrývat suť a zbytky zdí. Na čelní stěně jsou vidět stopy po pavlači, z interiérové strany jsou zřetelné niky. Místy jsou na zdech zachovány i omítky.

## Okolní hrady
Červený Kláštor, Kežmarský zámek, Podolínec, Strážky